# الاتحاد المغربي للديمقراطية
الاتحاد المغربي للديمقراطية (بالفرنسية: Union marocaine pour la démocratie)‏ ويختصر UMD هو حزب سياسي مغربي أسس سنة 2006 من طرف الوزير السابق للثقافة في حكومة الفيلالي الثانية عبد الله أزماني بعد أن انشق عن حزب الاتحاد الدستوري.

## التاريخ
في 5 ماي 2012 وخلال مناقشات في المؤثمر الوطني الأول للحزب تم تعيين جمال المنظري أمينا عاما للحزب خلفا لعبد الله أزماني الذي تولى المنصب منذ تأسيس الحزب في يوليو 2006.

## المشاركة في الانتخابات والنتائج
تمكن الحزب أثناء مشاركته في الانتخابات التشريعية المغربية 2007 من حصد مقعدين في مجلس النواب، بينما في الانتخابات التشريعية المغربية 2011 لم يتمكن من إبراز نفسه في الساحة السياسية إذ لم يستطع الحصول على أي مقعد لصالحه.